# Empire of The Obscene
Empire of The Obscene es el primer álbum de la banda de thrash/death metal técnico Revocation. Fue lanzado al mercado en febrero de 2008, autoeditado por la propia banda.

## Lista de canciones
| N.º   | Título                                        | Duración |  |
| 1.    | «Unattained»                                  | 3:41     |  |
| 2.    | «Tail from the Crypt»                         | 4:40     |  |
| 3.    | «Exhumed Identity»                            | 6:52     |  |
| 4.    | «Exhumed Identity»                            | 5:59     |  |
| 5.    | «Alliance and Tyranny»                        | 4:59     |  |
| 6.    | «Suffer These Wounds»                         | 6:11     |  |
| 7.    | «Summon the Spawn»                            | 5:39     |  |
| 8.    | «None Shall Be Spared (All Shall Be Speared)» | 5:44     |  |
| 9.    | «Stillness»                                   | 2:04     |  |
| 10.   | «Age of Iniquity»                             | 4:59     |  |
| 11.   | «Empire of the Obscene»                       | 4:59     |  |
| 55:47 |                                               |          |  |

- Datos: Q15055020